# نفسية خباز
نفسیة خباز ‏ (1265 في القاهرة - يوليو 1348 )  من مصر.